# Korvihal, Raichur
Korvihal là một làng thuộc tehsil Raichur, huyện Raichur, bang Karnataka, Ấn Độ.